# Rock Ya-Sin
Abdurrahman Ibn Ya-Sin (Decatur, Georgia, 23 de mayo de 1996), más conocido como Rock Ya-Sin, es un jugador profesional estadounidense de fútbol americano que se desempeña en la posición de cornerback en San Francisco 49ers, equipo de la National Football League (NFL).

## Carrera
Fue seleccionado en la segunda ronda en la Reunión Anual de Selección de Jugadores de la NFL de 2019. Hizo su debut profesional con el equipo Indianapolis Colts, en el cual jugó tres temporadas (2019-2022), después pasó a Las Vegas Raiders (2022-2023), luego a Baltimore Ravens (2023-2024), posteriormente a San Francisco 49ers, donde lleva jugando una temporada.